# Parlophon
La Parlophon, in origine Dischi Parlophon, è stata una casa discografica italiana (emanazione della casa discografica tedesca Parlophone) attiva fino al 1967.

## Storia
La Parlophon venne fondata in Germania nel 1896 da Carl Lindström (1869–1932), un inventore svedese che viveva a Berlino dove aveva fondato la Carl Lindström Company che produceva fonografi e grammofoni; il logo storico della casa discografica non è il simbolo della sterlina (£) ma la "L" tedesca nell'alfabeto gotico, che qui stava a indicare il cognome del fondatore.
Nel 1923 nacque la sezione inglese, e in quel nuovo contesto la grafia del nome germanico d'origine fu traslitterata (e di fatto tradotta) in Parlophone, con l'aggiunta della "e" muta finale al vocabolo; nel 1927 la casa discografica passò sotto il controllo della Columbia, che nel 1931, fondendosi con la His Master's Voice, diede vita alla Electric & Musical Industries Ltd (EMI).
In Italia, invece, la Parlophon (che continuò a mantenere il nome secondo la scrittura tedesca) rimase autonoma (non legandosi quindi alla VCM), con propri uffici a Milano e affidandosi, per la distribuzione dei dischi, alla Cetra.
Nel dopoguerra la distribuzione sarebbe passata alla Carisch; tra gli artisti italiani che incisero per la Parlophon il più noto è senza dubbio Claudio Villa, ma ebbero anche molto successo Giorgio Consolini, Oscar Carboni e Romolo Balzani.
Negli anni sessanta stampò per l'Italia i dischi dei Beatles, presentati a volte con nuovi titoli (ad esempio l'album Please Please Me venne intitolato The Beatles, With the Beatles: I favolosi Beatles e A Hard Day's Night:  Tutti per uno). Mise inoltre sotto contratto alcuni gruppi beat come I Seminole di Pisa, i Brummels (che incisero anche insieme al cantante Tony Rossi) o The Renegades, gruppo inglese che, come tanti altri, si era trasferito in Italia.
Nel 1967 cessò l'accordo con la Carisch, e la Parlophon venne acquisita dalla nascente EMI Italiana, cessando di fatto l'attività autonoma. Da quel momento in poi le ristampe dei dischi della casa discografica acquisirono nel logo la dicitura Parlophone.
Nel 1969 infine anche la catalogazione venne unificata e standardizzata.

## Dischi
La datazione qui riportata si basa sull'etichetta del disco o sulla copertina; qualora nessuno di questi elementi abbia una datazione, è basata sulla numerazione del catalogo; talora è, infine, basata sul codice della matrice di stampa. Se esistenti, sono riportati, oltre all'anno, il mese e il giorno (quest'ultimo dato si trova, a volte, stampato sul vinile). 

### 33 giri - 25 cm - Serie PMDQ
| Numero di catalogo | Anno | Interprete                                        | Titoli                              |
| ------------------ | ---- | ------------------------------------------------- | ----------------------------------- |
| PMDQ 8000          | 1955 | Giorgio Consolini                                 | Il cantante nazionale               |
| PMDQ 8002          | 1955 | Giorgio Consolini                                 | Il cantante nazionale (II)          |
| PMDQ 8004          | 1955 | Giorgio Consolini                                 | Il cantante nazionale (III)         |
| PMDQ 8005          | 1955 | Gianni e il Quin Jolly                            | Gianni e il Quin Jolly              |
| PMDQ 8006          | 1955 | Iller e i suoi 5                                  | 10 Balli                            |
| PMDQ 8007          | 1956 | Giorgio Consolini                                 | Canzoni del passato                 |
| PMDQ 8010          | 1956 | Giorgio Consolini                                 | Il cantante nazionale (IV)          |
| PMDQ 8012          | 1956 | Iller e i suoi 5                                  | 10 ballabili con Iller e i suoi 5   |
| PMDQ 8014          | 1956 | Claudio Villa                                     | Claudio Villa                       |
| PMDQ 8021          | 1957 | Giorgio Consolini, Nunzio Gallo                   | Festival di Sanremo 1957            |
| PMDQ 8022          | 1957 | Giorgio Consolini, Claudio Villa e Luciano Tajoli | I tre grandi della canzone italiana |
| PMDQ 8023          | 1957 | Giorgio Consolini                                 | Giorgio Consolini Canta             |
| PMDQ 8029          | 1957 | Giorgio Consolini                                 | Serenate                            |
| PMDQ 8030          | 1957 | Luciano Tajoli                                    | Canzoni del passato                 |
| PMFQ 75005         | 1957 | Claudio Villa                                     | Claudio Villa                       |
| PMFQ 75007         | 1957 | Claudio Villa                                     | Claudio Villa                       |

### 33 giri - 25 cm - Serie PMFQ
| Numero di catalogo | Anno | Interprete             | Titoli                 |
| ------------------ | ---- | ---------------------- | ---------------------- |
| PMFQ 75003         | 1957 | Gianni e il Quin Jolly | Gianni e il Quin Jolly |
| PMFQ 75015         | 1958 | Lino Jannone           | Piemonte canta         |

### 33 giri - 30 cm
| Numero di catalogo | Anno | Interprete               | Titoli                                                          |
| ------------------ | ---- | ------------------------ | --------------------------------------------------------------- |
| PMBQ 3307          | 1958 | Claudio Villa            | Claudio Villa                                                   |
| PMFQ 75005         | 1957 | Claudio Villa            | Claudio Villa                                                   |
| PMFQ 75007         | 1957 | Claudio Villa            | Claudio Villa                                                   |
| 244 17604          | 1961 | Claudio Villa            | Villa                                                           |
| 064 17910          | 1962 | Claudio Villa            | I maestri                                                       |
| 048 50400          | 1963 | Claudio Villa            | Borgo antico                                                    |
| PMCQ 31502         | 1963 | The Beatles              | The Beatles                                                     |
| PMCQ 31503         | 1963 | The Beatles              | I favolosi Beatles                                              |
| PMCQ 31504         | 1964 | The Beatles              | Tutti per uno                                                   |
| PMCQ 31505         | 1964 | The Beatles              | Beatles for Sale                                                |
| PMCQ 31506         | 1965 | The Beatles              | Beatles in Italy                                                |
| PMCQ 31507         | 1965 | The Beatles              | Aiuto! (versione mono - etichetta rossa)                        |
| SPMCQ 31507        | 1965 | The Beatles              | Aiuto! (versione stereo - etichetta nera)                       |
| PMCQ 31508         | 1965 | Duo Castellazzo-Gallizio | Il cacciator del bosco                                          |
| PMCQ 31509         | 1965 | The Beatles              | Rubber Soul (versione mono)                                     |
| SPMCQ 31509        | 1965 | The Beatles              | Rubber Soul (versione stereo)                                   |
| PMCQ 31510         | 1966 | The Beatles              | Revolver (versione mono)                                        |
| SPMCQ 31510        | 1966 | The Beatles              | Revolver (versione stereo)                                      |
| PMCQ 31511         | 1966 | The Beatles              | A Collection of Beatles' Oldies (But Goldies) (versione mono)   |
| SPMCQ 31511        | 1966 | The Beatles              | A Collection of Beatles' Oldies (But Goldies) (versione stereo) |
| PMCQ 31512         | 1967 | The Beatles              | Sgt. Pepper's Lonely Hearts Club Band (versione mono)           |
| SPMCQ 31512        | 1967 | The Beatles              | Sgt. Pepper's Lonely Hearts Club Band (versione stereo)         |
| PMCQ 31516         | 1968 | Artisti Vari             | Gulliver (colonna sonora) (versione mono)                       |
| SPMBQ 33011        | 1968 | Deep Purple              | Shades of Deep Purple (versione stereomono)                     |

### 78 giri-Serie B
| Numero di catalogo | Anno | Interprete                                               | Titoli                                           |
| ------------------ | ---- | -------------------------------------------------------- | ------------------------------------------------ |
| B 7296             | 1932 | Gabrè                                                    | Contrabbandiera/Il giocondo                      |
| B 7577             | 1932 | Gabrè                                                    | Canzone a Maria/Arietta malinconica              |
| B 7583             | 1932 | Gabrè                                                    | Generi di prima necessità/Per chi canto          |
| B 7692             | 1932 | Gabrè                                                    | Nirvana/Sua maestà il denaro                     |
| B 7695             | 1932 | Gabrè                                                    | Tango appassionato/La gavotta delle gondole      |
| B 7712             | 1932 | Gabrè                                                    | La folla/Sirene                                  |
| B 7753             | 1932 | Gabrè                                                    | La folla/Sirene                                  |
| B 7764             | 1932 | Gabrè                                                    | Crepuscolo/Pampera                               |
| B 7922             | 1932 | Gabrè                                                    | Mamma addo' sta/'e figlie                        |
| B 27175            | 1934 | Gabrè                                                    | Tira via che non c'è papà/Chitarra appassionata  |
| B 27462            | 1935 | Gabrè                                                    | Non va.../Non si può scherzare con l'amore       |
| B 27665            | ?    | Orchestra Robert Renand, con refrain cantato da V.Davids | Omettino, è ora di dormire/Amore                 |
| B 71062            | 1945 | Harry James                                              | Autumn Serenade/I'm Confessin' (that I love you) |
| B 71104            | 1945 | Herbie Haymer Quintet                                    | Laguna leap / Black marquet stuff                |
| B 71142            | 1946 | Bix Beiderbecke and His Gang                             | Margie / Louisiana                               |
| B 71174            | ?    | McKenzie and Condon's Chicagoans                         | Nobody's sweetheart / China Boy                  |

### 78 giri-Serie GP
I dischi con questa numerazione avevano l'etichetta di colore verde; la sigla GP infatti è l'acronimo di Green Parlophon.
| Numero di catalogo | Anno              | Interprete | Titoli                                                          |
| ------------------ | ----------------- | --- | --------------------------------------------------------------- |
| GP 91407           | 1935              | Emilio Livi (lato B con il Trio Koln)                                                                                | C'era una volta un valzer/Torna l'aprile                        |
| GP 91413           | 1935              | Gabrè | Milona/Chiudo gli occhi e penso a te                            |
| GP 91836           | 1935              | Vincenzo Capponi | E' il nostro fante!/Quando passa Manolita                       |
| GP 91873           | 1936              | Germana Romeo e Vincenzo Capponi                                                                                     | Stornello alpino/La Kateka buia                                 |
| GP 91874           | 1936              | Germana Romeo | Dammi un bacio e ti dico di sì.../Mammina azzurra               |
| GP 91875           | 1936              | Gino Del Signore | Nonna...sorridi/Manuela                                         |
| GP 91876           | 1936              | Nino Fontana/Gino Del Signore                                                                                        | Sei troppo bionda/Ho un buco nella tasca                        |
| GP 91877           | 1936              | Emilio Livi | Ti voglio bene in italiano/Stella cadente                       |
| GP 91878           | 1936              | Emilio Livi | Bacio a fior d'acqua/Tu che non sai                             |
| GP 91879           | 1936              | Emilio Livi | Non torni più/Parole                                            |
| GP 91880           | 1936              | Nino Fontana | Stornellata tricolore/Stornellata argentina                     |
| GP 91881           | 1936              | Nino Fontana | Dimmelo tu/La canzone della vita                                |
| GP 91882           | 1936              | Nino Fontana | Nanà/Questa notte ti dirò                                       |
| GP 91887           | 1936              | Aldo Fabrizi | Ner 2000/Lampo                                                  |
| GP 91888           | 1936              | Aldo Fabrizi | Strofette di giornata/Il mondo alla rovescia                    |
| GP 91913           | 22 febbraio 1936  | Trio Vocale Sorelle Lescano                                                                                          | Guarany Guaranà/Edera                                           |
| GP 91947           | 1936              | Aldo Fabrizi | Serenata decisiva/Stramenestrello                               |
| GP 91976           | 1936              | Trio Vocale Sorelle Lescano                                                                                          | Anna/Contemplazione                                             |
| GP 91977           | 1936              | Trio Vocale Sorelle Lescano                                                                                          | Fiore del Tigrai/Bel moretto                                    |
| GP 91995           | 1936              | Vincenzo Capponi e Trio Vocale Sorelle Lescano                                                                       | Nostalgia di baci/Festa sull'aia                                |
| GP 92054           | 1936              | Trio Vocale Sorelle Lescano                                                                                          | La canzone delle mosche/Valzer della fisarmonica                |
| GP 92055           | 1936              | Trio Vocale Sorelle Lescano                                                                                          | La canzone delle rane/Topolino al mercato                       |
| GP 92088           | 1937              | Trio Vocale Sorelle Lescano                                                                                          | Cuori sotto la pioggia/Senza parlare                            |
| GP 92112           | 1937              | Emilio Livi | Torna piccina/Vivere                                            |
| GP 92137           | 1937              | Emilio Livi e Trio Vocale Sorelle Lescano                                                                            | Tu che mi fai piangere/Nostalgia                                |
| GP 92138           | 1937              | Emilio Livi e Trio Vocale Sorelle Lescano (sul lato A)/Emilio Livi (sul lato B)                                      | Una chitarra e quattro parole d'amore/Sta attenta al tuo cuor   |
| GP 92142           | 1937              | Gino Del Signore e Trio Vocale Sorelle Lescano (sul lato A)/Gino Del Signore (sul lato B)                            | Topino d'oro/Sogno tzigano                                      |
| GP 92146           | 1937              | Trio Vocale Sorelle Lescano                                                                                          | Io conosco un bar/Piccola Marì                                  |
| GP 92147           | 1937              | Trio Vocale Sorelle Lescano                                                                                          | The General Fast Asleep/Vivere                                  |
| GP 92148           | 1937              | Trio Vocale Sorelle Lescano (lato B con Giacomo Osella)                                                              | Torna piccina/Oh! Questa non si fa                              |
| GP 92162           | 1937              | Gino Del Signore e Trio Vocale Sorelle Lescano (sul lato A)/Gino Del Signore (sul lato B)                            | Fiore di luna/Lezione di danza                                  |
| GP 92190           | 1937              | Emilio Livi e Trio Vocale Sorelle Lescano                                                                            | Fascino slow/Non dimenticar le mie parole                       |
| GP 92207           | 1937              | Harvedo Felicioli e Trio Vocale Sorelle Lescano (solo sul lato A)                                                    | Il mio amore eri tu/Notte su Miami                              |
| GP 92223           | 24-26 maggio 1937 | Sestetto Vocale alias Trio Vocale Sorelle Lescano e Quartetto Jazz Funaro con Quartetto Jazz Prato                   | Musica nell'aria/Girotondo della musica                         |
| GP 92273           | 1937              | Luciana Dolliver | 'E stelle 'e Surriento/Nonna nonna a Surriento                  |
| GP 92304           | 1937              | Orchestra Cetra | Tango di Ramona/Bambina innamorata                              |
| GP 92314           | 1937              | Luciana Dolliver | Ritornerai/Nata per amare                                       |
| GP 92317           | 1937              | Trio Vocale Sorelle Lescano e Quartetto Jazz Funaro                                                                  | Tornerai/Lasciamoci con un sorriso                              |
| GP 92360           | 1937              | Dino Di Luca e Trio Vocale Sorelle Lescano                                                                           | Un po' di sole/Tchi-Tchi                                        |
| GP 92361           | 1937              | Dino Di Luca | Rispondimi/Occhioni belli                                       |
| GP 92363           | 1937              | Aldo Masseglia | Io e la luna/Forse solo tu                                      |
| GP 92365           | 1937              | Aldo Masseglia | La signorina della quinta strada/Cerco un amore per me          |
| GP 92366           | 1937              | Aldo Masseglia | Fior di Madonna/L'ho sentito dalla nonna                        |
| GP 92376           | 1937              | Trio Vocale Sorelle Lescano (sul lato A)/Aldo Masseglia e Nina Canonico Artuffo (sul lato B)                         | Eravamo sette sorelle/Guitarrera                                |
| GP 92377           | 1937              | Trio Vocale Sorelle Lescano                                                                                          | T'aspetterò al caffè/Lacrime al vento                           |
| GP 92388           | 1937              | Aldo Masseglia | Piccola Butterfly/Margherita                                    |
| GP 92389           | 1937              | Aldo Masseglia | Se tu dici/Felice e fortunato                                   |
| GP 92394           | 1937              | Aldo Masseglia | C'è chi ride/Zum zum                                            |
| GP 92402           | 1938              | Giacomo Osella | Ma!.../Un'avventura a Budapest                                  |
| GP 92407           | 1938              | Aldo Masseglia e Nina Canonico Artuffo                                                                               | Gitana/Guitarrera                                               |
| GP 92414           | 1938              | Dino Di Luca | Siboney/Cantastorie dell'amore                                  |
| GP 92430           | 1938              | Aldo Masseglia | Non leggermi negli occhi/Caterinella                            |
| GP 92431           | 1938              | Aldo Masseglia | Tu m'ami, io t'amo/Il primo amore                               |
| GP 92451           | 1938              | Enzo Aita | La danza che fai tu/Un po' di swing                             |
| GP 92465           | 1938              | Enzo Aita e il Trio Vocale Sorelle Lescano (solo sul lato A)                                                         | Ma le gambe/Segui il ritmo                                      |
| GP 92468           | 1938              | Trio Vocale Sorelle Lescano                                                                                          | Ultimissime/Notte blu                                           |
| GP 92474           | 1938              | Enzo Aita e Orchestra CETRA diretta dal maestro P. Barzizza                                                          | Domani/Serenata del somarello                                   |
| GP 92477           | 1938              | Trio Vocale Sorelle Lescano (lato A)/Trio Vocale Sorelle Lescano e Quartetto Vocale Cetra (lato B)                   | Non me ne importa niente/Papà e Mammà                           |
| GP 92497           | 1938              | Orchestra della canzone diretta dal maestro Angelini                                                                 | Dove e quando / Buona notte                                     |
| GP 92505           | 1938              | Nuccia Natali e il Trio Vocale Sorelle Lescano (solo sul lato A)                                                     | E' arrivato l'ambasciatore/Un'ora sola ti vorrei                |
| GP 92540           | 1938              | Trio Vocale Sorelle Lescano                                                                                          | Colei che devo amare/Dove e quando                              |
| GP 92542           | 1938              | Quartetto Jazz Funaro                                                                                                | Piccolo naviglio/Satan (Spooky Takes A Holiday)                 |
| GP 92586           | 1938              | Trio Vocale Sorelle Lescano                                                                                          | Uno-due-tre/Piccolo sentiero                                    |
| GP 92588           | 1938              | Luciana Dolliver | Quanno ce vo'... ce vo'!.../Ammore mio luntano                  |
| GP 92589           | 1938              | Luciana Dolliver | 'O mese d' 'e rrose/Primmavera malinconica                      |
| GP 92605           | 1938              | Aldo Masseglia | Vele/Creatura d'amore                                           |
| GP 92606           | 1938              | Aldo Masseglia | Tante donne...ma tu.../Non dirmi addio                          |
| GP 92622           | 1938              | Luciana Dolliver | Tutt' 'e nnotte/E canta, oj Napule                              |
| GP 92624           | 1938              | Enzo Aita | Non sei più la mia bambina/Fiamma d'amor                        |
| GP 92633           | 1938              | Trio Vocale Sorelle Lescano                                                                                          | Tu piccina/Vado in Cina e torno                                 |
| GP 92634           | 1938              | Quartetto Vocale Cetra                                                                                               | Balla un valzer con me Filomena/Giorno di festa                 |
| GP 92642           | 1938              | Nuccia Natali e Quartetto Vocale Cetra                                                                               | Voglio fischiettare/Merci mon ami                               |
| GP 92708           | 1938              | Enzo Aita (sul lato A)/Dino Di Luca (sul lato B)                                                                     | Quando piove con il sole/Anna Maria                             |
| GP 92716           | 1938              | Aldo Masseglia e Quartetto Vocale Cetra                                                                              | Reginella campagnola/Contadinella bruna                         |
| GP 92752           | 1938              | Quartetto Vocale Cetra                                                                                               | Fuori porta...domenica al giorno/Ticche-ti-bon-bà               |
| GP 92775           | 1939              | Lina Termini - Orchestra da ballo dell'EIAR                                                                          | Tu sei bella come il cielo / Con te, (dal film "Una certa età") |
| GP 92779           | 1939              | Nini Serena - Orchestra da ballo dell'EIAR                                                                           | Ma perché? / Forse mai più, (dal film "Il messaggio")           |
| GP 92784           | 1939              | Erminio Macario - Orchestra da ballo dell'EIAR                                                                       | L'ultimo gigoló / Dialoghi impossibili                          |
| GP 92813           | 1939              | Trio Vocale Sorelle Lescano                                                                                          | Streghe/Corri cavallino                                         |
| GP 92828           | 1939              | Gilberto Mazzi e Trio Vocale Sorelle Lescano (sul lato A)/Nina Canonico Artuffo e Aldo Masseglia e Coro (sul lato B) | Che cos'è?/Insomma voi chi siete?                               |
| GP 92829           | 1939              | Lina Termini e Michele Montanari (solo sul lato A)                                                                   | Nel cielo c'è una canzone d'amore/Ricordami                     |
| GP 92831           | 1939              | Lina Termini | Vecchia canzone d'amore/Ultimo amore                            |
| GP 92838           | 1939              | Trio di fisarmoniche Cetra                                                                                           | E' stata una follia/Prima di dormir bambina                     |
| GP 92840           | 1939              | Trio Vocale Sorelle Lescano                                                                                          | Ma perché/Oh!Ma-ma                                              |
| GP 92859           | 1939              | Orchestra da ballo dell'Eiar e Pietro Pavesio (sul lato A)/Lina Termini (sul lato B)                                 | Sulla carrozzella/Viole nel pensiero                            |
| GP 92915           | 1939              | Carlo Moreno | Notte senza stelle/Sei troppo bambina                           |
| GP 92925           | 1939              | Maria Jottini con il Trio Vocale Sorelle Lescano (sul lato A)/Michele Montanari (sul lato B)                         | Ritmomania/Sul mar la luna pallida                              |
| GP 92934           | 1939              | Piero Pasero con il Trio Vocale Sorelle Lescano (sul lato A)/Lina Terminii (sul lato B)                              | Canzone d'Haway/Sempre...sempre                                 |
| GP 93027           | 1939              | Luciana Dolliver | Signora Illusione/Passa la diligenza                            |
| GP 93031           | 1939              | Maria Luisa Dell'Amore                                                                                               | Cappuccetto Rosso/Bel Ami                                       |
| GP 93032           | 1939              | Lina Termini (sul lato A)/Alda Mangini (sul lato B)                                                                  | Signora Illusione/Mustafà                                       |
| GP 93055           | 1939              | Fedora Mingarelli (sul lato A)/Laura Barbieri con il Trio Vocale Sorelle Lescano (sul lato B)                        | Un'ora sola ti vorrei/Senti l'eco                               |
| GP 93061           | 1939              | Isa Bellini | La sirena del laghetto/Ho comprato un cagnolino                 |
| GP 93062           | 1939              | Oscar Carboni con il Trio Vocale Sorelle Lescano (sul lato A)                                                        | Firenze sogna/Tango del mare                                    |
| GP 93082           | 1939              | Lina Termini (sul lato A)/ Lina Termini con il Trio Vocale Sorelle Lescano (sul lato B)                              | Serenata del cuore/Cucù...cucù...                               |
| GP 93086           | 1939              | Norma Bruni | Io cerco solo un cuore/Suona Tzigano                            |
| GP 93090           | 1939              | Silvana Fioresi con il Trio Vocale Sorelle Lescano                                                                   | Pippo non lo sa/Baciami                                         |
| GP 93093           | 1939              | Silvana Fioresi con il Trio Vocale Sorelle Lescano                                                                   | Pippo non lo sa/La da da                                        |
| GP 93112           | 1939              | Norma Bruni (sul lato A)/Silvana Fioresi e il Trio Vocale Sorelle Lescano (sul lato B)                               | Destino/Il pinguino innamorato                                  |
| GP 93117           | 1939              | Giovanni Turchetti con il Trio Vocale Sorelle Lescano (sul lato A)/Oscar Carboni (sul lato B)                        | Hula (fiore d'Hawai)/La biondina                                |
| GP 93141           | 1940              | Silvana Fioresi | L'uccellino della radio/Addio Juna                              |
| GP 93142           | 1940              | Michele Montanari | Appuntamento/Nuove parole                                       |
| GP 93143           | 1940              | Norma Bruni | Mai più/Solitudine                                              |
| GP 93145           | 1940              | Isa Bellini con il Trio Vocale Sorelle Lescano (sul lato A)/Michele Montanari                                        | Passano i battaglioni / Vincere, vincere, vincere               |
| GP 93157           | 1940              | Orchestra dell'EIAR diretta dal maestro Angelini                                                                     | Carovana bianca / NUovo bolero                                  |
| GP 93160           | 1940              | Norma Bruni con il Trio Vocale Sorelle Lescano (solo sul lato A)                                                     | La canzone del platano/Occhi sognanti                           |
| GP 93162           | 1940              | Norma Bruni (sul lato A)/Dea Garbaccio (sul lato B)                                                                  | Forse un dì/Stanotte in sogno                                   |
| GP 93163           | 1940              | Vanni e Romigioli | Risotto alla milanese/Ciuffe.. Ciuffe.. Ciò (la vaporiera)      |
| GP 93167           | 1940              | Lina Termini | Sul mare silente/Non canto per nessuno                          |
| GP 93169           | 1940              | Fausto Tommei, Tozzi ed Ovidio (sul lato A)/Fausto Tommei (sul lato B)                                               | La famiglia Brambilla...(in vacanza)/Concettina                 |
| GP 93173           | 1940              | Trio Vocale Sorelle Lescano                                                                                          | Rosita/C'è un'orchestra sincopata                               |

### 78 giri-Serie C
| Numero di catalogo | Anno              | Interprete                                           | Titoli                                                      |
| ------------------ | ----------------- | ---------------------------------------------------- | ----------------------------------------------------------- |
| C 7951             | 21 gennaio 1943   | Jone Cacciagli                                       | Quando canti quel motivetto/L'usignolo è triste             |
| C 8008             | 1944              | Orchestra della canzone diretta dal maestro Angelini | Ti pi tin / Ritmo della Luisiana                            |
| C 8011             | 1944              | Orchestra della canzone diretta dal maestro Angelini | Dove e quando / Buona notte                                 |
| C 8056             | 1944              | Heinz Huppertz e la sua orchestra Rio Rita           | Poesie / Viva Maria                                         |
| C 8063             | 1944              | Elsa Peyrone, Bruna Rattani e Nilla Pizzi            | Ronda solitaria/Valzer di primavera                         |
| C 8069             | 1944              | Nilla Pizzi                                          | Quel mazzolin di fiori/Tulipano d'oro                       |
| C 8075             | 1944              | Nella Colombo                                        | A suon di musica/Il primo ballo                             |
| C 8082             | 19 settembre 1945 | Gigi Beccaria                                        | Non canta più Firenze/C'è una stella sul cupolone           |
| C 8134             | 1947              | Claudio Villa                                        | Serenatella dolce e amara/Canzoncella                       |
| C 8135             | 1947              | Claudio Villa                                        | Serenatella dolce e amara/Trasteverina                      |
| C 8136             | 1947              | Claudio Villa e Rosanna Beccari                      | Stornelli romani a dispetto 1/Stornelli romani a dispetto 2 |
| C 8143             | 1947              | Alberto Amato                                        | Valzer napulitano/Vint'anne                                 |
| C 8145             | 1947              | Orchestrina HILLER (rit. cant. da Vasco Fontanili)   | Lo Spirù/Argentovivo                                        |
| C 8149             | 1947              | Il comico Tarantino                                  | Chi sà che n'cè/Michele Coniglio                            |
| C 8166             | 26 maggio 1948    | Orchestrina dei Pescatori                            | Ti porterò sul Cucciolo/Han rubato...(il Duomo)             |
| C 8182             | 1948              | Alberto Amato                                        | Ultima serenata/Signora Nostalgia                           |
| C 8257             | 1952              | Alberto Amato                                        | 'O ramariello/Li funtanelle                                 |
| C 8333             | 26 giugno 1954    | Coro A.N.A. di Milano                                | Sul Ponte di Perati/Leggenda di Guerra                      |
| C 8334             | 26 giugno 1954    | Coro A.N.A. di Milano                                | Soto la pergolada/Sai nèn perché (Al Reggimento)            |
| C 8394             | 19 aprile 1955    | Coro A.N.A. di Milano                                | Dove sei stato mio bell'Alpino/Varda la luna                |
| C 8434             | 1956              | Iller e i suoi 5 (Iller Pattacini)                   | Il cantico del cielo/Il trenino del destino                 |
| C 8443             | 1956              | Iller e i suoi 5 (Iller Pattacini)                   | Per quel Controfagotto/Hernando's Way                       |

### 78 giri-Serie TT
| Numero di catalogo | Anno                               | Interprete                                                                   | Titoli                                                                                 |
| ------------------ | ---------------------------------- | ---------------------------------------------------------------------------- | -------------------------------------------------------------------------------------- |
| TT 9001            | 1945                               | Oscar Carboni con il Trio Lescano (sul lato A)                               | Firenze sogna/Tango del mare                                                           |
| TT 9006            | 1945                               | Orchestra Cetra diretta da Pippo Barzizza                                    | Lazi Daddy/Mutiny In The Brass Section                                                 |
| TT 9086            | 1947                               | Till Cappellaro                                                              | Farewell Waltz/For Sentimental Reason                                                  |
| TT 9093            | 5 maggio 1947                      | Enrico Nosek                                                                 | Eterno ritornello (Te vojo ben)/Tutto sei tu                                           |
| TT 9108            | 16 ottobre 1947                    | Nory Prati                                                                   | Il tamburino (Drummer boy)/Non dirmi ''no'' (Please don't say ''no'')                  |
| TT 9109            | 17 ottobre 1947                    | Luciano Bonfiglioli                                                          | Sogno Awayano/Together                                                                 |
| TT 9110            | 18 ottobre 1947                    | Luciano Bonfiglioli                                                          | Suona balalaika/Imaginez                                                               |
| TT 9113            | 22 ottobre 1947                    | Luciano Bonfiglioli (sul lato A) - Corrado Lojacono (sul lato B)             | Vecchio lampionaio/Hoy Ba-Ba-Re-Bop!                                                   |
| TT 9115            | 1947                               | Claudio Villa                                                                | Campane di nostalgia/Luci sull'Arno                                                    |
| TT 9116            | 1947                               | Claudio Villa                                                                | Cantando al sole/O paesanella                                                          |
| TT 9117            | 1947                               | Claudio Villa                                                                | Me ne vado a spasso/Maria Cristina                                                     |
| TT 9118            | 1947                               | Claudio Villa                                                                | Cuore napoletano/Strada delle mimose                                                   |
| TT 9131 - 9140     | 29 gennaio 1948 e 11 febbraio 1948 | Nuccia Bongiovanni (sul lato B) - Enrico Nosek (sul lato A)                  | Mezzaluna e un cuore/Vado verso il mio paese                                           |
| TT 9137            | 11 febbraio 1948                   | Quintetto Principe                                                           | Non si può/Embraceable you                                                             |
| TT 9149            | 1948                               | Claudio Villa                                                                | Due parole a Maria/Primarosa                                                           |
| TT 9150            | 1948                               | Claudio Villa                                                                | Venezia mia/Ti rivedo vecchia Argentina                                                |
| TT 9151            | 1948                               | Claudio Villa                                                                | Mora morena/Fiore del male                                                             |
| TT 9152            | 1948                               | Claudio Villa                                                                | Primavera nuova/Angelo                                                                 |
| TT 9157            | 12 aprile 1948                     | Nuccia Bongiovanni                                                           | Susi (Ninna nanna della bambola)/Maria Cristina                                        |
| TT 9163            | 1948                               | Enrico Nosek (lato A) / Nory Prati (lato B)                                  | La storia di tutti/Mi piace d'esser triste                                             |
| TT 9171            | 1948                               | Claudio Villa                                                                | Trinidad/Napoli e Maria                                                                |
| TT 9174            | 4 giugno 1948                      | Nory Prati                                                                   | I'll get by/Prisoner of love                                                           |
| TT 9176            | 1948                               | Sergio Renda (lato A) / Enrico Nosek (lato B)                                | Harlem Notturno/Delusione                                                              |
| TT 9180            | 1948                               | Claudio Villa                                                                | Vecchia Roma/Stornellando alla toscana                                                 |
| TT 9181            | 1948                               | Claudio Villa                                                                | L'onorevole Bricolle/I pompieri di Viggiù                                              |
| TT 9185            | 1948                               | Claudio Villa                                                                | Lo stornello del marinaio/Ciuciariello bianco                                          |
| TT 9186            | 1948                               | Claudio Villa (lato A) - Claudio Villa e Nuccia Bongiovanni (lato B)         | Campane di pace/I pompieri di Viggiù                                                   |
| TT 9187            | 1948                               | Claudio Villa                                                                | Tarantella serena/Il cielo è diventato sereno                                          |
| TT 9188            | 1948                               | Claudio Villa                                                                | Malinconico cuore/Ma quando si vuol bene                                               |
| TT 9222            | 1948                               | Claudio Villa                                                                | Perché lasciasti Napoli/Calamita d'oro                                                 |
| TT 9223            | 1948                               | Claudio Villa                                                                | Tre fontane/Mandolinatella                                                             |
| TT 9224            | 1948                               | Claudio Villa e Rosanna Beccari                                              | Ci vedremo a Sorrento/Sul ponte di Rialto                                              |
| TT 9225            | 1948                               | Claudio Villa                                                                | L'amore sotto la luna/Perché mi dici addio                                             |
| TT 9226            | 1948                               | Claudio Villa                                                                | Vela bianca/Stornello amaro                                                            |
| TT 9227            | 1948                               | Claudio Villa                                                                | Scalinatella/Serenata lontana                                                          |
| TT 9249            | 17 febbraio 1949                   | Aldo Alvi                                                                    | Bongo bongo bongo (Civilisation)/I pappagalli                                          |
| TT 9251            | 17 febbraio 1949                   | Aldo Alvi                                                                    | Donde vien donde vas/Cicci cicci                                                       |
| TT9252             | 17 febbraio 1949                   | Orchestra Segurini (canta Aldo Alvi, lato A) (canta Gioconda Fedeli, lato B) | Samba "Uno - Due - Tre" / Passa L'arrotino                                             |
| TT 9254 - 9256     | 18 febbraio 1949                   | Nuccia Bongiovanni (lato A) - Enrico Nosek (lato B)                          | Preludio d'amore/Gondola bianca                                                        |
| TT 9260            | 17 febbraio 1949                   | Aldo Alvi                                                                    | Una bimba in Calico/Cuanto le gusta                                                    |
| TT 9268            | 1949                               | Claudio Villa                                                                | Acquerello napoletano/Rumba all'italiana                                               |
| TT 9269            | 1949                               | Claudio Villa                                                                | Me sò 'mbriacato 'e sole/Terrazze di Sorrento                                          |
| TT 9270            | 1949                               | Claudio Villa                                                                | Amorita/Qui sotto il cielo di Capri                                                    |
| TT 9271            | 1949                               | Claudio Villa                                                                | Vecchia Firenze/Verrò                                                                  |
| TT 9272            | 1949                               | Claudio Villa                                                                | Borgo antico/Nustalgie 'e zi' Teresa                                                   |
| TT 9275            | 21 marzo 1949                      | Quintetto Principe                                                           | Bocca di Velluto/Swing Swing Boy's                                                     |
| TT 9281            | 25 maggio 1949                     | Aldo Alvi e Nuccia Bongiovanni (solo sul lato A)                             | I cadetti di Guascogna/Cristoforo Colombo                                              |
| TT 9283            | 26 maggio 1949                     | Aldo Alvi                                                                    | E' gelosa/Sambita                                                                      |
| TT 9285            | 1949                               | Claudio Villa                                                                | Mamma bianca/Fiore d'aprile                                                            |
| TT 9286            | 1949                               | Claudio Villa                                                                | Ci sposeremo a Napoli/Le due strade                                                    |
| TT 9291            | 19 maggio 1949                     | Aldo Alvi                                                                    | Batungo Tungo/Sei tu                                                                   |
| TT 9297            | 26 maggio 1949                     | Cosimo Di Ceglie                                                             | Indiana/tea For Two                                                                    |
| TT 9298            | 27 maggio 1949                     | Cosimo Di Ceglie                                                             | Hawai Boogie/Sheik                                                                     |
| TT 9304            | 1949                               | Aldo Alvi                                                                    | Cento di questi giorni/Tzigano Swing                                                   |
| TT 9317            | 1949                               | Carlastella (sul lato A)/Enrico Nosek (sul lato B)                           | Ciliegi rosa/Paloma                                                                    |
| TT 9318            | 1949                               | Orchestra Andry (sul lato A)/Orchestra Principe (sul lato B)                 | Steppa bianca/Il caracol                                                               |
| TT 9322            | 1949                               | Claudio Villa                                                                | Vivere baciandoti/Aspettami ancora stasera                                             |
| TT 9323            | 1949                               | Claudio Villa                                                                | Vivere baciandoti/Aspettami ancora stasera                                             |
| TT 9324            | 1949                               | Claudio Villa                                                                | Serenatella triste/Arrivederci Roma mia                                                |
| TT 9325            | 1949                               | Claudio Villa                                                                | Bonne nuit chérie/Passa la sera l'amore                                                |
| TT 9326            | 1949                               | Claudio Villa                                                                | Perché non sognar/Sottobraccio                                                         |
| TT 9329            | 6 novembre 1949                    | Aldo Alvi                                                                    | E' caduta la Torre di Pisa/Che mele                                                    |
| TT 9332            | 1949                               | Claudio Villa (lato A)/Claudio Villa e Julia Jandolo (lato B)                | Stornelli appassionati 1/Stornelli appassionati 2                                      |
| TT 9333            | 1949                               | Claudio Villa                                                                | Zitta chitarra/Com'è bello cantà de sera sotto la luna                                 |
| TT 9334            | 1949                               | Claudio Villa                                                                | Soli/Strade romane                                                                     |
| TT 9336            | 1949                               | Claudio Villa                                                                | Perché non sognar/Sottobraccio                                                         |
| TT 9356            | 1949                               | Claudio Villa                                                                | Fontana di Trevi /Lascia pur che parlino di me                                         |
| TT 9357            | 1949                               | Claudio Villa                                                                | Vieni con me in pineta/T'aspetterò stasera                                             |
| TT 9358            | 21 aprile 1950                     | Claudio Villa                                                                | Chissà chissà chissà/L'altro                                                           |
| TT 9359            | 1950                               | Claudio Villa                                                                | Manuela/Mai ti dirò (che t'ho voluto bene)                                             |
| TT 9372            | 1950                               | Nuccia Bongiovanni con Trio Vocale                                           | Ti-uh! Ti-eh!/Giulietta e Romeo                                                        |
| TT 9374            | 1950                               | Bruna Rattani                                                                | Dovunque andrai/Cielo delle Antille                                                    |
| TT 9381            | 1950                               | Claudio Villa                                                                | Fregene canta/Luna d'aprile                                                            |
| TT 9382            | 1950                               | Claudio Villa                                                                | Verde Nilo/Rivedrai Santa Lucia                                                        |
| TT 9383            | 1950                               | Claudio Villa                                                                | Cittadinella/Con la pioggia o con la luna                                              |
| TT 9384            | 1950                               | Claudio Villa                                                                | Musica mia dolce musica/Roma città santa                                               |
| TT 9385            | 1950                               | Claudio Villa                                                                | Se mi vuoi bene baciami/Buonanotte Roma mia                                            |
| TT 9386            | 1950                               | Claudio Villa                                                                | Ti porto le prime rose                                                                 |
| TT 9387            | 1950                               | Claudio Villa                                                                | Rumba napoletana/Nata per amare                                                        |
| TT 9391            | 1950                               | Aldo Alvi                                                                    | Coco de Copacabana/È stato inutile                                                     |
| TT 9394            | 1950                               | Aldo Alvi                                                                    | Così bella/Abito da sera                                                               |
| TT 9396            | 1950                               | Claudio Villa                                                                | Va mio ritornello/Venditrice di stornelli                                              |
| TT 9402            | 1950                               | Claudio Villa                                                                | Se ascolto polvere di stelle/Mentre tu dormi                                           |
| TT 9403            | 1950                               | Claudio Villa                                                                | Zoccoletti/Senza più serenate                                                          |
| TT 9406            | 1950                               | Claudio Villa                                                                | Serenata a Roma mia/Non voglio più                                                     |
| TT 9407            | 1950                               | Claudio Villa                                                                | Speranza amara/Serenata sincera                                                        |
| TT 9408            | 1950                               | Claudio Villa                                                                | Stornellino di maggio/Chitarrata sottovoce                                             |
| TT 9410            | 1950                               | Tina De Mola                                                                 | A Rio Negro/il primo desiderio                                                         |
| TT 9414            | 1950                               | Cosimo Di Ceglie                                                             | Lola, cosa impari a scuola/Adorabile charleston                                        |
| TT 9419            | 1950                               | Claudio Villa                                                                | Canzone di primavera/Chi sarà?                                                         |
| TT 9420            | 1950                               | Claudio Villa                                                                | Prigioniero di un sogno/Alba sul mare                                                  |
| TT 9452            | 1950                               | Claudio Villa                                                                | Sentieri/Fantasia sorrentina                                                           |
| TT 9453            | 1950                               | Claudio Villa                                                                | Queste dodici rose                                                                     |
| TT 9455            | 30 gennaio 1951                    | I Moschettieri del Ritmo                                                     | Titina/Janari-Dei                                                                      |
| TT 9460            | 30 aprile 1951                     | Alma Rella                                                                   | Due gocce d'acqua/Che cosa è la vita                                                   |
| TT 9477            | 1951                               | Claudio Villa                                                                | Serenata alla mia bella/Canzone del mare                                               |
| TT 9478            | 1951                               | Claudio Villa                                                                | Canzone sbagliata/Città fiorita                                                        |
| TT 9479            | 1951                               | Claudio Villa                                                                | Serenata perduta/Signorina per bene                                                    |
| TT 9480            | 1951                               | Claudio Villa                                                                | Come signorinella/Cuore ribelle                                                        |
| TT 9495            | 1951                               | Claudio Villa                                                                | Serenata alla mia fidanzata/Cuore amante                                               |
| TT 9496            | 1951                               | Claudio Villa                                                                | Vint'anne/Che t'aggia fatto 'e male                                                    |
| TT 9502            | 1951                               | Claudio Villa                                                                | Tu mi ricordi Napoli/Un velo bianco                                                    |
| TT 9503            | 1951                               | Claudio Villa                                                                | Sorgente viva/Ho ritrovato i miei vent'anni                                            |
| TT 9507            | 1951                               | Claudio Villa                                                                | Natale                                                                                 |
| TT 9508            | 1951                               | Claudio Villa                                                                | Quattro mura/Nel viale delle viole                                                     |
| TT 9509            | 1951                               | Claudio Villa                                                                | Beguine a Marechiaro/'O core dice addio                                                |
| TT 9510            | 1951                               | Claudio Villa                                                                | Falsità/Senza cuore                                                                    |
| TT 9511            | 1951                               | Claudio Villa                                                                | Dove vai serenata/Per farti ingelosir                                                  |
| TT 9512            | 1951                               | Claudio Villa                                                                | Se sò scurdate 'e te/Sulo                                                              |
| TT 9513            | 1951                               | Claudio Villa                                                                | Voce 'e notte/Core 'ngrato                                                             |
| TT 9529            | 1951                               | Claudio Villa                                                                | Hula Hi/Se sò scurdate 'e te                                                           |
| TT 9552            | 1952                               | Claudio Villa                                                                |                                                                                        |
| TT 9552            | 1952                               | Claudio Villa                                                                | Vecchie mura/Perché le donne belle                                                     |
| TT 9553            | 1952                               | Claudio Villa                                                                | Serenata ironica/Malinconica tarantella                                                |
| TT 9556            | 1952                               | Claudio Villa                                                                | Me sò "nnammurato 'e te/Malinconia di rondine                                          |
| TT 9557            | 1952                               | Claudio Villa                                                                | Aggio perduto 'o suonno/Album di sorrisi                                               |
| TT 9558            | 1952                               | Claudio Villa                                                                | Vagabondo del mare/L'attesa                                                            |
| TT 9559            | 1952                               | Claudio Villa                                                                | Cara piccina/Suspiranno                                                                |
| TT 9560            | 1952                               | Claudio Villa                                                                | Bellissima signora/Quando ascolto la tua voce                                          |
| TT 9561            | 1952                               | Claudio Villa                                                                | Ragazza di Trieste/M' hanno detto che tu                                               |
| TT 9562            | 1952                               | Claudio Villa                                                                | Anema mia/Tarantella 'e na vota                                                        |
| TT 9571            | 30 maggio 1952                     | Enrico Nosek                                                                 | Se tu sei con me/Tre volte si                                                          |
| TT 9602            | 1952                               | Claudio Villa                                                                | Ragazza di Trieste/Nosek                                                               |
| TT 9610            | 20 novembre 1952 e 15 ottobre 1952 | Serafino Bimbo                                                               | Terra straniera/Mariangela                                                             |
| TT 9616            | 14 gennaio 1953                    | Almarella e Coro                                                             | Tamburino del reggimento/Campanaro                                                     |
| TT 9652            | 16 aprile 1953                     | Giorgio Consolini                                                            | Rondinella forestiera / Tendine rosa                                                   |
| TT 9671            | 1953                               | Giorgio Consolini                                                            | Duska / Indovina                                                                       |
| TT 9691            | 1953                               | Giorgio Consolini                                                            | Malafortuna / Viale dei tigli                                                          |
| TT 9693            | 29 ottobre 1953                    | Giorgio Consolini                                                            | Nannì (una gita a li castelli) / E' colpa tua                                          |
| TT 9694            | 12 novembre e 29 ottobre 1953      | Giorgio Consolini                                                            | Monika Tango / Insieme                                                                 |
| TT 9696            | 12 novembre e 29 ottobre 1953      | Giorgio Consolini                                                            | Se la luna... (facesse la spia) / Vele                                                 |
| TT 9712            | 1954                               | Giorgio Consolini                                                            | Tutte le mamme / Cirillino-Ci                                                          |
| TT 9713            | 16 gennaio e 15 gennaio 1954       | Giorgio Consolini                                                            | Gioia di vivere / ...E la barca tornò sola                                             |
| TT 9724            | 1954                               | Giorgio Consolini                                                            | Tutte le mamme / Sotto l'ombrello                                                      |
| TT 9725            | 1954                               | Gianni e il Quin Jolly                                                       | Cristina non lo fa/Parasido faraon                                                     |
| TT 9730            | 1954                               | Giorgio Consolini                                                            | Liron Liran / Stornello spensierato                                                    |
| TT 9743            | 10 aprile 1954                     | Giorgio Consolini                                                            | Perdono / Fata speranza                                                                |
| TT 9748            | 10 aprile 1954                     | Giorgio Consolini                                                            | In quella via/Lettera aperta                                                           |
| TT 9753            | 10 maggio 1954                     | Giorgio Consolini                                                            | Sarà la primavera/Cuore lontano                                                        |
| TT 9755            | 1954                               | Quin Jolly canta Gianni                                                      | La Pansè/Buona Pasqua                                                                  |
| TT 9759            | 1954                               | Giorgio Consolini                                                            | La strada della speranza/Polvere                                                       |
| TT 9761            | 1954                               | Quin Jolly canta Gianni                                                      | Arriva la corriera/Nicolito                                                            |
| TT 9767            | 1954                               | Giorgio Consolini                                                            | Amare! / Lettera a mia madre                                                           |
| TT 9768            | 5 luglio 1954                      | Giorgio Consolini                                                            | E' santa / Zingara bruna                                                               |
| TT 9770            | 30 settembre 1954                  | Giorgio Consolini                                                            | Canta scugnizzo / Mia cara Roma                                                        |
| TT 9771            | 30 settembre 1954                  | Giorgio Consolini                                                            | Ti domando / Chitarrata alla mia stella                                                |
| TT 9796            | 1954                               | Giorgio Consolini                                                            | Balocchi e profumi / Tre sorelle                                                       |
| TT 9801            | 21 gennaio 1955                    | Giorgio Consolini e Bruna Urbani (lato A) - Giorgio Consolini (lato B)       | Canto della valle / L'ombra                                                            |
| TT 9826            | 30 giugno 1955                     | Giorgio Consolini                                                            | Canzone di giovinezza / Mai più                                                        |
| TT 9837            | 1955                               | Giorgio Consolini                                                            | Il tango delle foglie / E' presto                                                      |
| TT 9854            | 8 novembre 1956                    | Cosimo Di Ceglie                                                             | Giuvanne cu' a chitarra/Maruzzella/Sole giallo/Piccola Italy/With You/Arrivederci Roma |
| TT 9885            | 10 settembre 1956                  | Giorgio Consolini                                                            | Mi dolor! / Una povera foglia                                                          |
| TT 9904            | 19 gennaio 1957                    | Giorgio Consolini                                                            | Corde della mia chitarra / Cancello tra le rose                                        |
| TT 9907            | 26 gennaio 1957                    | Giorgio Consolini                                                            | Un filo di speranza / La canzone più bella del mondo                                   |
| TT 9921            | 10 aprile e 25 marzo 1957          | Giorgio Consolini                                                            | Que serà, serà / Bugiarda                                                              |
| TT 9983            | 1956                               | Quintetto Jazz Di Ceglie                                                     | Pennies From Heaven/Stompin'At The Savoy                                               |
| TT 9984            | 1956                               | Quintetto Jazz Di Ceglie                                                     | Hallelujah/C Jam Blues                                                                 |
| TT 9930            | 10 maggio e 11 marzo 1957          | Giorgio Consolini                                                            | Amalia / M'hai detto una bugia                                                         |
| TT 9933            | 1957                               | Giorgio Consolini                                                            | Malinconico autunno / Lazzarella                                                       |

### EP - Serie QDSE
| Numero di catalogo | Anno           | Interprete                                                | Titoli                                                                                         |
| ------------------ | -------------- | --------------------------------------------------------- | ---------------------------------------------------------------------------------------------- |
| QDSE 3902          | 7 gennaio 1955 | Giorgio Consolini                                         | Polvere.../Erba di mare/Cenere.../Non volevo credere                                           |
| QDSE 3919          | 1956           | Gianni e il Quin Jolly                                    | Gianni e il Quin Jolly                                                                         |
| QDSE 3920          | 1956           | Giorgio Consolini                                         | Campane/Tango della gelosia/Come una sigaretta/Il tango delle foglie                           |
| QDSE 3928          | giugno 1956    | Cosimo Di Ceglie                                          | Pennies From Heaven/Hallelujah/Jam Blues/Stompin' At The Savoy                                 |
| QDSE 3932          | 1957           | Giorgio Consolini                                         | Festival Sanremo 1957: Usignolo/Cancello tra le rose/Ondamarina/La più bella canzone del mondo |
| QDSE 3938          | 18 maggio 1957 | Cosimo Di Ceglie e i suoi Complessi, canta Serafino Bimbo | La fata (del Far West)/I Cavalieri della tavola rotonda/Serenata a Marimba/Occhi blu           |
| QDSE 3952          | 1957           | Giorgio Consolini                                         | Ti scrivo e piango/Bugiarda/Non ridere di me.../M'hai detto una bugia                          |
| QDSE 3954          | 1958           | Giorgio Consolini                                         | 4 canzoni per tutti                                                                            |

### EP - Serie QMSE
| Numero di catalogo | Anno             | Interprete                                        | Titoli                                                                                 |
| ------------------ | ---------------- | ------------------------------------------------- | -------------------------------------------------------------------------------------- |
| QMSE 45012         | 1956             | Claudio Villa                                     | Core 'ngrato/Cara piccina/Voce 'e notte/Suspiranno                                     |
| QMSE 45021         | 1957             | Gianni e il Quin Jolly                            | Gianni e il Quin Jolly                                                                 |
| QMSE 45022         | 1957             | Iller Pat                                         | Guaglione/Il piccolo montanaro/Refrains/Ricordate Marcellino                           |
| QMSE 45024         | 1956             | Claudio Villa                                     | Prigioniero d'un sogno/Zoccoletti/Manuela/Cuore napoletano                             |
| QMSE 45041         | 29 gennaio 1958  | Gianni Cucco e Savino Jannone                     | Me ciabotin/Marieme veuj marieme/Quand chi j'ero a Pampalù/La poulajera                |
| QMSE 45042         | 29 gennaio 1958  | Gianni Cucco e Savino Jannone                     | La monferrina/Piemont/La vendemmia/Spunta 'l sol                                       |
| QMSE 45045         | 19 dicembre 1957 | Savino Jannone e Maria Beiras e Carlo Castellazzo | Ciribiribin/La biondina (d'la Val d'San Martin)/Pòciònin/Souta i pont del Po           |
| QMSE 45049         | 1958             | Iller Pat (Iller Pattacini)                       | Timida serenata/Amare un'altra/Ho disegnato un cuore/Nel blu dipinto di blu            |
| QMSE 45050         | 1958             | Iller Pat (Iller Pattacini)                       | La canzone che piace a te/Fantastica/L'edera/Mille volte                               |
| QMSE 45053         | 24 marzo 1958    | Pino Guerra                                       | La chitarra "Encantadora" di Pino Guerra e i suoi ritmi - Vol. 2                       |
| QMSE 45054         | 1958             | Iller Pat (Iller Pattacini)                       | Paroline e.../Vecchia chitarra/Un giorno con te/Ritmo per due                          |
| QMSE 45057         | 1958             | Dino Sarti                                        | Giorgio (del lago Maggiore)/La pasta asciutta/Bernardine/Tricche... Tri Tricche... Tra |
| QMSE 45059         | 8 maggio 1958    | Pino Guerra                                       | La chitarra "Encantadora" di Pino Guerra e i suoi ritmi - Vol. 3                       |
| QMSE 45060         | 6 settembre 1958 | Enzo D'Ambrosio e Ida Fiorini                     | Giulietta e...Romeo/Tuppe tuppe mariscià/Rosi, tu sei l'amore/Mandolino d' 'o Texas    |
| QMSE 45065         | 1958             | Wera Nepy                                         | Non lasciarmi/Simpatica/Resta cu' mme/Strada 'nfosa                                    |
| QMSE 45067         | 1958             | Pino Guerra                                       | La chitarra "Encantadora" di Pino Guerra e i suoi ritmi - Evviva la Spagna!            |
| QMSE 45070         | 1958             | Iller Pat (Iller Pattacini)                       | Tequila/Melodie d'amor/Diana/Clopint clopant                                           |
| QMSE 45071         | 1958             | Dino Sarti                                        | Messico/Buenas noches mi amor/Sì...amor/Al chiar di luna porto fortuna                 |
| QMSE 45072         | 8 gennaio 1959   | Iller Pat (Iller Pattacini)                       | Hula hoop/La pioggia cadrà/Streep tease hula hoop/You are my destiny                   |
| QMSE 45079         | 1959             | Pino Guerra                                       | La chitarra "Encantadora" di Pino Guerra e i suoi ritmi                                |
| QMSE 45081         | 6 luglio 1959    | Dino Sarti                                        | I Sing "Ammore"/Buon Dì/Nessuno al mondo/Poter tornare bambini                         |

### 45 giri
| Numero di catalogo | Anno              | Interprete                                                               | Titoli                                                  |
| ------------------ | ----------------- | ------------------------------------------------------------------------ | ------------------------------------------------------- |
| QMSP 16101         | 1956              | Giorgio Consolini                                                        | Il cantastorie della fortuna/E' presto                  |
| QMSP 16102         | 1956              | Giorgio Consolini                                                        | Erba di mare/Ho paura di te                             |
| QMSP 16104         | 1956              | Giorgio Consolini                                                        | L'hai voluto tu/Canzone all'italiana                    |
| QMSP 16107         | 1956              | Giorgio Consolini                                                        | Balocchi e profumi/Fili d'oro                           |
| QMSP 16108         | 1956              | Serafino Bimbo                                                           | Sul muretto di Alassio/Serenata a Marimba               |
| QMSP 16109         | 1956              | Claudio Villa                                                            | Canzone di primavera/Alba sul mare                      |
| QMSP 16113         | 1957              | Nunzio Gallo (lato A) - Giorgio Consolini (lato B)                       | Mamma/Buon anno... Buona fortuna                        |
| QMSP 16129         | 1958              | Giorgio Consolini                                                        | Arsura/Campana di Santa Lucia                           |
| QMSP 16138         | 1958              | Giorgio Consolini                                                        | Non ridere di me/Ti scrivo e piango                     |
| QMSP 16154         | 1958              | Dino Sarti                                                               | Juke-Box/Bernardine                                     |
| QMSP 16157         | 1958              | Wera Nepy                                                                | Resta cu' mme/Strada 'nfosa                             |
| QMSP 16158         | 14 aprile 1958    | Dino Sarti                                                               | Giorgio/La pasta asciutta                               |
| QMSP 16165         | 1958              | Dino Sarti                                                               | Nati per il jazz/C'est l'amour                          |
| QMSP 16166         | 20 maggio 1958    | Dino Sarti                                                               | Little darlin'/Come prima                               |
| QMSP 16167         | 1958              | Dino Sarti (lato A) - Orchestra Iller Pat (lato B)                       | Magic moments/Colonel Bogey                             |
| QMSP 16169         | 1958              | Wera Nepy                                                                | Uli uli e/Va, musica d'amore                            |
| QMSP 16171         | 1958              | Dino Sarti                                                               | Magic moments/Si... amor!                               |
| QMSP 16174         | 1958              | Eliana Seniga                                                            | Come prima/Magic moments                                |
| QMSP 16176         | 2 luglio 1958     | Dino Sarti                                                               | Buonasera (Signorina)/Mandulino d' 'o Texas             |
| QMSP 16186         | 1958              | Wera Nepy                                                                | Non lasciarmi/Simpatica                                 |
| QMSP 16195         | 22 settembre 1958 | Serafino Bimbo                                                           | Al chiar di luna porto fortuna/Mi piace                 |
| QMSP 16197         | 1958              | Dino Sarti                                                               | Deciditi/Ciao... ciao... ciao                           |
| QMSP 16198         | 1958              | Rob Nebbia                                                               | L'autunno non è triste/Ti dirò                          |
| QMSP 16200         | 1958              | Dino Sarti                                                               | Buenas noches mi amor/Messico                           |
| QMSP 16201         | 1958              | Iller Pat                                                                | Clopint clopant/Diana                                   |
| QMSP 16202         | 1958              | Giorgio Consolini                                                        | Giamaica/Serenata 'e piscatore                          |
| QMSP 16204         | 1959              | Dino Sarti                                                               | Al chiar di luna porto fortuna/C'è una chiesetta        |
| QMSP 16206         | 1959              | Gianni Ales                                                              | L'abito blu/Prima di dormir bambina                     |
| QMSP 16211         | 1959              | Giorgio Consolini                                                        | Boccuccia di rosa/Sono cose che passano                 |
| QMSP 16212         | 1959              | Giorgio Consolini                                                        | I love you forestiera (Tre volte baciami)/Come il vento |
| QMSP 16213         | 1959              | Giorgio Consolini                                                        | Calypso Romantico/L'ultimo bacio                        |
| QMSP 16216         | 19 dicembre 1958  | Rob Nebbia                                                               | Voglio cantar/Julia                                     |
| QMSP 16220         | 1959              | Dino Sarti                                                               | Magic moments/Si... amor!                               |
| QMSP 16225         | 1959              | Dino Sarti                                                               | Marjolaine/Sotto l'ombrellino con me                    |
| QMSP 16227         | 17 gennaio 1959   | Fernanda Furlani                                                         | Un bacio sulla bocca/Adorami                            |
| QMSP 16239         | 1959              | Giorgio Consolini                                                        | Donna bugiarda/Perdonami                                |
| QMSP 16240         | 6 aprile 1959     | Giorgio Consolini                                                        | Forse domani/Tutte le mamme                             |
| QMSP 16250         | 1959              | Giorgio Consolini                                                        | Rimpiangimi/Più nulla                                   |
| QMSP 16259         | 1959              | Giorgio Consolini                                                        | Incontro al sole/Gira e volta                           |
| QMSP 16265         | 1959              | Giorgio Consolini                                                        | Canta lo sciatore/Lo studente passa                     |
| QMSP 16267         | 1959              | Claudio Villa                                                            | Acquerello napoletano/Manuela                           |
| QMSP 16269         | 21 aprile 1959    | Giorgio Consolini                                                        | Rimpiangimi/Giamaica                                    |
| QMSP 16271         | 1959              | Rino Benini                                                              | I' fiaccheraio parte 1a/parte 2a                        |
| QMSP 16275         | 1959              | Claudio Villa                                                            | Borgo antico/Zoccoletti                                 |
| QMSP 16280         | 1959              | Giorgio Consolini e Grazia De Alma (lato A) - Giorgio Consolini (lato B) | Buondì/Concertino                                       |
| QMSP 16282         | 1960              | Giorgio Consolini                                                        | Forse che si forse che no/Stornello menestrello         |
| QMSP 16288         | 1959              | Dino Sarti                                                               | Chiamatemi Joe/Non potrò scordar... quest'estate        |
| QMSP 16289         | 1960              | Giorgio Consolini                                                        | Marina/Stradina degli amanti                            |
| QMSP 16290         | 1960              | Giorgio Consolini                                                        | Il mare/Perderti                                        |
| QMSP 16304         | 1960              | Giorgio Consolini                                                        | Campane/Capinera                                        |
| QMSP 16313         | 1961              | Giorgio Consolini                                                        | Torna!/Reginella                                        |
| QMSP 16314         | 1961              | Giorgio Consolini                                                        | Tango della gelosia/Ferriera                            |
| QMSP 16315         | 17 aprile 1961    | Enrico Riccardi                                                          | Innamorati della vita/Non tentarmi                      |
| QMSP 16316         | 16 maggio 1961    | Enrico Riccardi                                                          | Accordi sull'acqua/Come una favola                      |
| QMSP 16321         | 1961              | I Canterini del "Borghetto"                                              | Ma de Zena/Ritmomania                                   |
| QMSP 16322         | 1961              | I Canterini del "Borghetto"                                              | Zena perla dò ma/La partenza                            |
| QMSP 16329         | 1962              | Tony Rossi e i Brummels                                                  | Ferma questa notte/I cry for you                        |
| QMSP 16338         | 4 ottobre 1962    | Tony Rossi                                                               | Consuelo/Oltre il mare                                  |
| QMSP 16344         | 21 maggio 1963    | Tony Rossi                                                               | Credi/Vini Vini                                         |
| QMSP 16346         | 1963              | The Beatles                                                              | Please Please Me/Ask Me Why                             |
| QMSP 16347         | 1963              | The Beatles                                                              | She Loves You/I'll Get You                              |
| QMSP 16348         | 1963              | Carla Corti                                                              | Natascia/Te ne andrai                                   |
| QMSP 16349         | 1963              | Virgilio Riento                                                          | L'abruzzese dalla Fotografia/L'abruzzese a Roma         |
| QMSP 16350         | 1963              | Virgilio Riento                                                          | L'abruzzese Dalla Manicure                              |
| QMSP 16351         | 2 gennaio 1964    | The Beatles                                                              | P.S. I Love You/I Want To Hold Your Hand                |
| QMSP 16352         | 1964              | The Beatles                                                              | Twist and Shout/Misery                                  |
| QMSP 16353         | 1964              | Ron Goodwin And His Orchestra                                            | Ladies Who Do / Mexican Pirate                          |
| QMSP 16354         | 1964              | Matt Monro                                                               | From Russia With Love                                   |
| QMSP 16355         | 1964              | The Beatles                                                              | From Me to You/Devil in Her Heart                       |
| QMSP 16356         | 1964              | Matt Monro                                                               | I Love The Little Things (Amo Le Piccole Cose)          |
| QMSP 16357         | 1964              | Cilla Black                                                              | Anyone Who Had A Heart/Just For You                     |
| QMSP 16358         | 15 aprile 1964    | Tony Rossi                                                               | Non andartene/Rosemarie                                 |
| QMSP 16359         | 15 aprile 1964    | Carla Corti                                                              | Non c'è stato niente/Soli come ieri                     |
| QMSP 16360         | 1964              | BILLY J. KRAMER & THE DAKOTAS                                            | LITTLE CHILDREN                                         |
| QMSP 16361         | 1964              | The Beatles                                                              | Can't Buy Me Love/You Can't Do That                     |
| QMSP 16362         | 1964              | Cilla Black                                                              | You' Re My World (Il Mio Mondo)                         |
| QMSP 16363         | 1964              | The Beatles                                                              | A Hard Day's Night/Things We Said Today                 |
| QMSP 16364         | 1964              | The Beatles                                                              | Thank You Girl/All My Loving                            |
| QMSP 16365         | 1964              | The Beatles                                                              | And I Love Her/If I Fell                                |
| QMSP 16366         | 1964              | Orchestra Ron Goodwin                                                    | Squadriglia 633                                         |
| QMSP 16367         | 1964              | The Beatles                                                              | I Should Have Known Better/Tell Me Why                  |
| QMSP 16368         | 1964              | Ron Goodwin And His Orchestra                                            | Girl with a Dream/Of Human Bondage                      |
| QMSP 16370         | 1964              | The Beatles                                                              | No Reply/Baby's in Black                                |
| QMSP 16371         | 10 dicembre 1964  | The Beatles                                                              | Rock and Roll Music/I'll Follow the Sun                 |
| QMSP 16372         | 1964              | The Beatles                                                              | I Feel Fine/Kansas City                                 |
| QMSP 16373         | 1965              | Jean Valentino                                                           | Ieri, oggi, domani/Ora che ti ho baciata                |
| QMSP 16374         | 1965              | Orchestra Ron Goodwin                                                    | The Fat Man                                             |
| QMSP 16375         | 1965              | The Hollies                                                              | Yes I Will / N obody                                    |
| QMSP 16376         | 1965              | Tony Rossi                                                               | Non devi piangere/Pensiamoci bene                       |
| QMSP 16377         | 1965              | The Beatles                                                              | Eight Days a Week/I'm a Loser                           |
| QMSP 16378         | 1965              | The Beatles                                                              | Ticket To Ride/Yes It Is                                |
| QMSP 16379         | 1965              | Jean Valentino                                                           | Dopo l'autunno/Voi che sapete                           |
| QMSP 16380         | 1965              | The Holiies                                                              | I'm Alive / You Know He Did                             |
| QMSP 16381         | 1965              | The Beatles                                                              | Long Tall Sally/She's a Woman                           |
| QMSP 16382         | 1965              | Duo Castellazzo Gallizio                                                 | Bella, Ciao / Il Cacciatore Del Bosco                   |
| QMSP 16383         | 1º settembre 1965 | The Beatles                                                              | Help/I'm Down                                           |
| QMSP 16384         | 1965              | The Beatles                                                              | Yesterday/The Night Before                              |
| QMSP 16385         | 1965              | The Beatles                                                              | I Need You/Dizzy Miss Lizzy                             |
| QMSP 16387         | 1965              | Duo Castellazzo Gallizio                                                 | Il Silenzio / Moreto, Moreto                            |
| QMSP 16388         | 1965              | The Beatles                                                              | We Can Work It Out/Day Tripper                          |
| QMSP 16389         | 1965              | The Beatles                                                              | Run for Your Life/Michelle                              |
| QMSP 16390         | 1966              | The Hollies                                                              | I Can't Let Go / Running Through The Night              |
| QMSP 16391         | 1966              | Cilla Black                                                              | Love's Just A Broken Heart / Baby it's You              |
| QMSP 16392         | 1966              | Duo Castellazzo Gallizio                                                 | Capirai / È più bello di sera                           |
| QMSP 16393         | 1966              | Alfonso Belfiore                                                         | Baciami e non pensarci/Forse parlavano di te            |
| QMSP 16394         | 1966              | The Beatles                                                              | Paperback Writer/Rain                                   |
| QMSP 16395         | 1966              | The Hollies                                                              | BUS STOP / DONT RUN AND HIDE                            |
| QMSP 16396         | 1966              | Cilla Black                                                              | ALFIE / DON'T ANSWER ME                                 |
| QMSP 16397         | 1966              | The Beatles                                                              | Yellow Submarine/Eleanor Rigby                          |
| QMSP 16398         | 1966              | The Beatles                                                              | Girl/Nowhere Man                                        |
| QMSP 16399         | 1967              | The Hollies                                                              | Stop Stop Stop / It's You                               |
| QMSP 16400         | 1967              | Duo Castellazzo Gallizio                                                 | Nel mio bel giardin - Aveva gli occhi neri              |
| QMSP 16401         | 1967              | Michael Cox                                                              | ...se penso a te/Amale e lasciale                       |
| QMSP 16402         | 1967              | The Hollies                                                              | Non prego per me/Devi avere fiducia in me               |
| QMSP 16403         | 1967              | The Hollies                                                              | On a Carousel/All the World is Love                     |
| QMSP 16404         | 1967              | The Beatles                                                              | Penny Lane/Strawberry Fields Forever                    |
| QMSP 16405         | 1967              | Alfonso Belfiore e i Rangers                                             | Il sole non tramonterà/Poi giocai con te                |
| QMSP 16406         | 1967              | The Renegades                                                            | Uomo solo/Take A Message                                |
| QMSP 16408         | 1967              | The Beatles                                                              | All You Need Is Love/Baby You're A Rich Man             |
| QMSP 16411         | 1967              | Luciano Dellatorre                                                       | Amerò/Un altro mondo                                    |
| QMSP 16413         | 1967              | I Seminole                                                               | Mentre te ne vai/Cosa fai, dove vai                     |
| QMSP 16415         | 1967              | The Beatles                                                              | Hello Goodbye/I Am The Walrus                           |
| QMSP 16416         | 1967              | The Bo Bo's Band                                                         | Guardati intorno/Se lontano sarò                        |
| QMSP 16421         | 1967              | Eliana De Rosi                                                           | Se un ragazzo/Un amore nato giovane                     |
| QMSP 16423         | 1968              | The Beatles                                                              | Lady Madonna/The Inner Light                            |
| QMSP 16426         | 1968              | Paolo Tedesco                                                            | Un po' d'amore/Le speranze del cuore                    |
| QMSP 16427         | 1968              | I Seminole                                                               | Incontro/Spegni il sole                                 |
| QMSP 16433         | 1968              | The Beatles                                                              | Hey Jude/Revolution                                     |
| QMSP 16444         | 1968              | Gianni Ferrio                                                            | Come back to Roma/Roma Ro'                              |
| QMSP 16448         | 1968              | Vanna Scotti                                                             | L'uomo sulla collina/Digli che lo amo                   |